# Ó, édes Jézus, ég és föld
Az Ó, édes Jézus, ég és föld egy Krisztus-királyról szóló egyházi ének a Gimesi kéziratos énekgyűjteményből. Szövegét Székely László írta.

## Kotta és dallam
Ó, édes Jézus, ég és föld dicsőséges királya,

hozzád repes az angyalok alázatos imája.

Édes igád terhe ellen fellázadt a gonosz szellem,

szívek trónját bitorolja, de mi híven kiáltunk:

Jézus a mi királyunk.

## Felvételek
- Ó édes Jézus, ég és föld - énekversenyhez. gloria.tv (Hozzáférés: 2017. február 8.) (audió)
- Upponyi Szent Cecília/Cicelle/templombúcsú. Barta Gábor kántor  YouTube (2012. november 25.)  (Hozzáférés: 2017. február 8.) (videó)